# Panthay-Rebellion

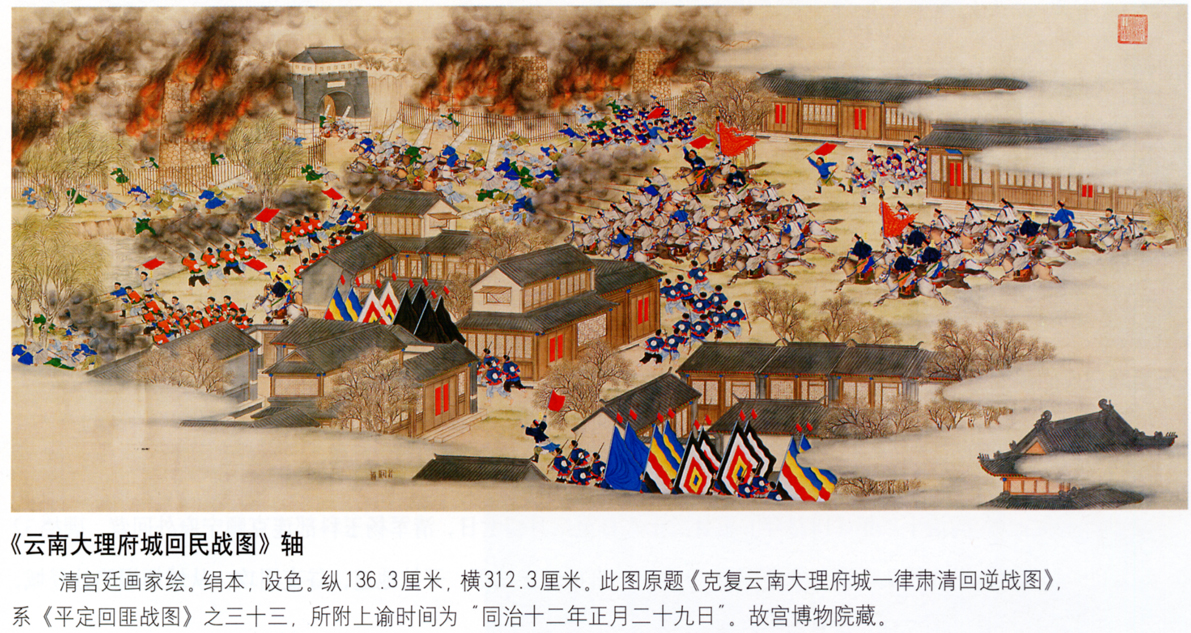
Chinesische Darstellung der Eroberung Dalis 1872

Die Panthay-Rebellion war ein großer Aufstand der chinesischen Muslime (Hui) in der Provinz Yunnan (1856–1872). Sie wird häufig zusammen mit den Dunganenaufständen in Nordwestchina erwähnt. Ihre Bezeichnung leitet sich aus einem burmesischen Begriff für die chinesischen Muslime (Panthay, Pang hse ပန်းသေး) ab, der offenbar von der britischen Kolonialmacht übernommen wurde. 

## Verlauf

### Ausbruch
In den 1840ern steigerten sich erneut die Spannungen zwischen den Han- und den Hui-Chinesen in Yunnan. Mehrjähriger blutiger Streit zwischen diesen beiden Bevölkerungsgruppen über die Kontrolle von Silber-, Gold- und Bleiminen in Zentral-Yunnan (z. B. in Talang 1850, Shiyang 1854, Malong 1855: alles Angriffe einer Han-Bande mit hunderten Toten) artete schließlich in eine Art Raubzug gegen die Hui mit Tausenden Toten in vielen Dörfern und mehreren Städten aus, den die Regierung nicht stoppen konnte oder wollte. Als die bewaffneten Fehden zunahmen, stiftete ein paranoider kaiserlicher Gerichtsbeamter namens Qingsheng im Mai 1856 ein Massaker unter den Muslimen in Kunming an (über 2.000 Tote). Ein Gouverneur verlor seinen Verstand, ein weiterer starb durch Suizid, die Han-Gentry organisierte überall bewaffnete Milizen, die Muslime ebenso und der Kampf um die Städte und Gemeinschaften der Provinz begann. 

### Du Wenxiu, Ma Rulong und Ma Dexin
Der namhafteste Anführer der Hui, Du Wenxiu (Sulaiman Tu Wen-hsiu, 1828–73) war ein Muslim von Han-chinesischer Herkunft und mit klassischer Ausbildung. Er setzte sich im September 1856 in Dali fest, betitelte sich als Oberkommandierender und Sultan und organisierte eine eigene Verwaltung, besetzt sowohl mit Hui-Chinesen als auch mit vielen Han-Chinesen. Islam, Konfuzianismus und Stammeskulte waren gleichermaßen respektiert. Ende der 60er Jahre kontrollierte er ungefähr die östliche Hälfte der Provinz, mehr als fünfzig Städte. Er versuchte, Kontakt zu den Taiping-Rebellen herzustellen, die in Sichuan intervenierten und unterstützte diese militärisch (1863).
Eine rivalisierende muslimische Gruppe unter Ma Rulong (Ma Ju-lung, 1832–91) beherrschte vor allem den Süden von Yunnan. Er griff auch die Provinzhauptstadt Kunming an, unterwarf sich aber 1862 der Regierung, nachdem ihm ein Posten als Brigadegeneral angeboten wurde. Danach bekämpfte er seine früheren Anhänger und Du Wenxiu zusammen mit den Kaiserlichen. Seine Haltung wurde von Yusuf Ma Dexin (Ma Te-hsin, 1794–1874, hinger.) gebilligt, einem namhaften Religionsführer, der zunächst die Rebellion maßgeblich unterstützte und dann den Frieden wiederherzustellen versuchte.

### Die Niederschlagung der Rebellion
Den Rebellen um Du Wenxiu gelang es nicht bzw. nur kurzzeitig, die Provinzhauptstadt Kunming in ihre Hände zu bekommen. 1871 begann dann unter dem Gouverneur Cen Yuying (Ts’en Yü-ying) die Offensive zur Rückeroberung der Provinz. Die Regierungstruppen waren im zurückliegenden Jahrzehnt modern ausgerüstet und (mit Hilfe französischer Berater) geschult worden und eroberten nun Stadt um Stadt zurück. Du Wenxiu versuchte zwar, Großbritannien zum Eingreifen zu bewegen und sandte 1871 eine Gesandtschaft unter Liu Daoheng (seinem Adoptivsohn) dorthin, aber dieser Versuch kam zu spät, nachdem er bereits 1868 eine französische und eine britische Mission mehr oder weniger höflich abgewiesen hatte. Im Januar 1873 wurde Du Wenxiu in Dali eingeschlossen und starb mitsamt seiner Familie durch Suizid. Die muslimische Bevölkerung der Stadt wurde nach der Kapitulation massakriert, der Aufstand insgesamt grausam niedergeschlagen.
Zwischen 1855 und 1884 hatte sich die registrierte Bevölkerungszahl in der Provinz aufgrund des Krieges und seiner Folgen (Hungersnot, Seuchen, Auswanderung) mehr als halbiert.